# Carthay Circle Theatre

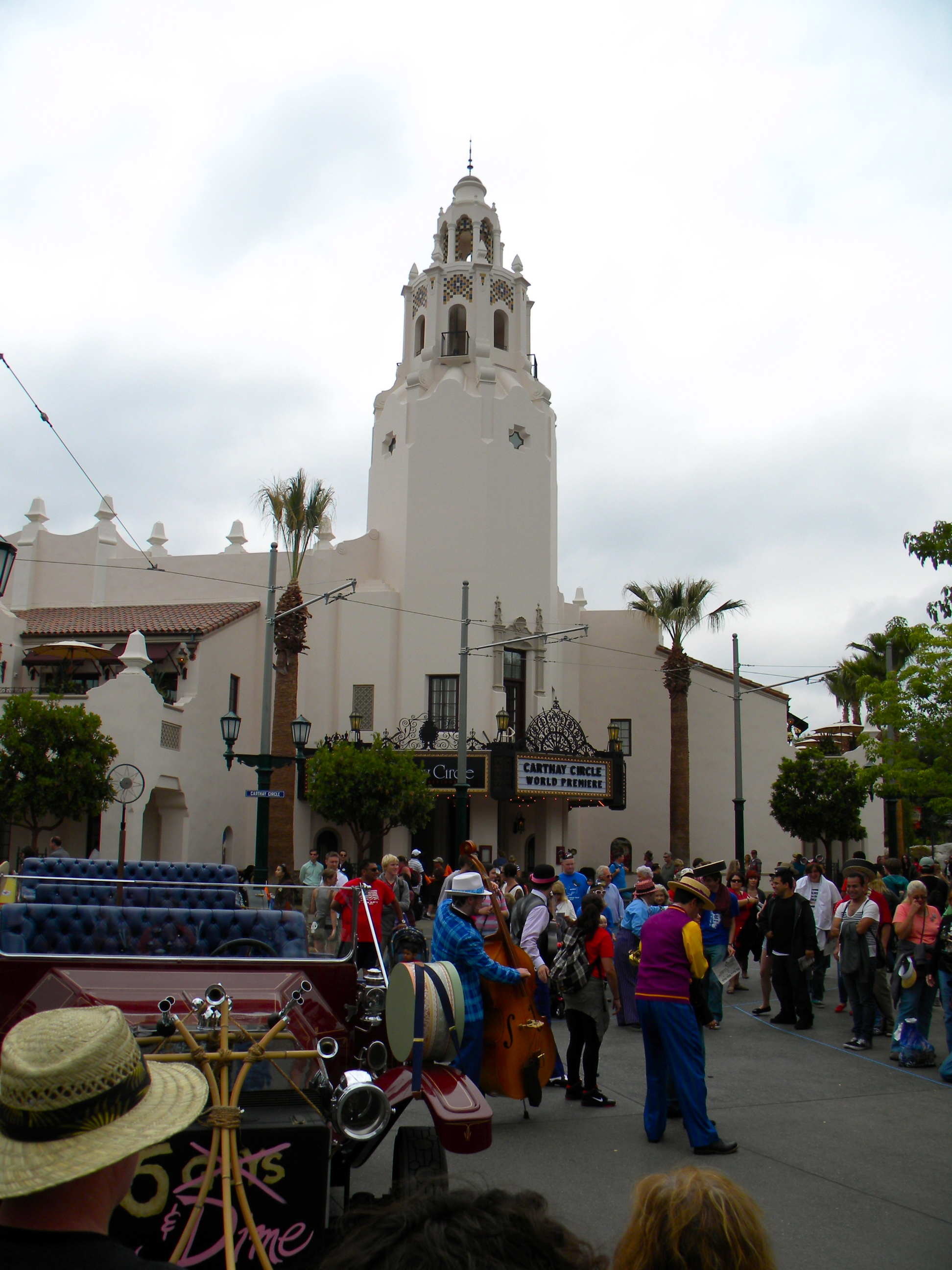
De replica van het Carthay Circle Theatre in Disney California Adventure Park

Het Carthay Circle Theatre was een bioscoop in Los Angeles in de Verenigde Staten, die nu wordt beschouwd als een van de bekendste movie palaces uit het Klassieke Hollywood-tijdperk. De bioscoop werd geopend in 1926 en werd gesloten in 1969 om vervolgens te worden gesloopt. Op dit moment zijn op de voormalige locatie van het Carthay Circle Theater een tweetal kantoorgebouwen en een stadspark te vinden.

## Geschiedenis
Het Carthay Circle Theatre maakte onderdeel uit van de ontwikkeling van de Carthay-wijk in Los Angeles door vastgoedontwikkelaar J. Harvey McCarthy en in opdracht van Fox Film Corporation. Ontwikkeld door de architecten Carleton Winslow en Dwight Gibbs, was de bioscoop letterlijk een "circle theater": de bioscoop bevatte namelijk een centrale bioscoopzaal met het grondplan van een perfecte cirkel. Deze cirkel lag vervolgens in het grondplan van een vierkant, die de buitenmuren van de bioscoop vormden. Het cirkelvormige ontwerp werd echter behouden in de hoogte: de cilindervormige filmzaal was hoger dan de vierkante buitenmuren van de bioscoop en door de borstwering werd deze cilindervorm ten opzichte van de vierkante buitenmuren geaccentueerd. De voorste zwik tussen de cilindervormige bioscoopzaal en de vierkante buitenconstructie werd opgevuld met een achthoekige toren, die doet denken aan een klokkentoren. Het gebouw werd daardoor omschreven als een theater dat verpakt werd als kathedraal.
De bioscoop werd uiteindelijk geopend in 1926. De bioscoop lag in een gedeelte van Carthay dat men Carthay Circle noemde (en nog steeds zo noemt). Door een misinterpretatie dacht men namelijk dat Carthay Circle Theatre de bioscoop op Carthay Circle was, waardoor het gebied uiteindelijk als Carthay Circle bekend kwam te staan. De oorsprong van de naam van Carthay Circle Theater is echter te vinden in het feit dat het een "circle theater" in de wijk Carthay was. De naam Carthay was een verengelste variant van de naam van J. Harvey McCarthy.
Hoewel het Carthay Circle Theater de locatie is geweest voor veel roadshow premières, werd het concept van roadshow premières in de jaren 60 als verouderd ervaren en daarmee ook het Carthay Circle Theater zelf. De bioscoop met haar enkele filmzaal werd overschaduwd door de opkomst van bioscopen met meerdere filmzalen. Daarnaast verdween het clientèle van de bioscoop door de in gang gezette suburbanisatie. Het theater werd daarom in 1969 gesloopt door te toenmalige eigenaar, de NAFI Corporation, die op het leeggemaakte terrein haar nieuwe hoofdkantoor vestigde. Vandaag de dag zijn op de voormalige locatie van het Carthay Circle Theater een tweetal kantoorgebouwen en een stadspark te vinden.

## Premières
Het Carthay Circle Theater is de locatie geweest voor veel Hollywood-films. Zo waren er onder andere de première van The Life of Emile Zola (in 1937), Romeo and Juliet (in 1936), de eerste avondvullende animatiefilm van Walt Disney Sneeuwwitje en de zeven dwergen (in 1937) en Gone with the Wind (in 1939).
Ook werden enkele wijzigingen aan de bioscoop en haar omgeving gedaan ten behoeve van zulke premières. Voor de première van Fantasia in 1940 werd de gehele geluidsinstallatie van het vernieuwende Fantasound in de bioscoop geïnstalleerd. Voor de wereldpremière van Marie Antoinette (in 1938) werden de tuinen rondom te bioscoop zo aangepast dat ze deden denken aan de tuinen van Versailles. In de jaren 30 en '40 werden rondom de bioscoop verschillende rekwisieten geplaatst van films die aldaar hun première hadden, zoals van The Great Ziegfeld (in 1936), The Good Earth in (1937), Captains Courageous (in 1937) en Gone with the Wind (in 1939). Veel premières waren rodeloperevenementen, met filmsterren die arriveerden in limousine en onder een overkapping naar de ingang van de bioscoop liepen. In die tijd was enkel Grauman's Chinese Theatre de bioscoop die ook zulke premières organiseerde.
In 1951 werd in het Carthay Circle Theatre de eerste PATSY Award uitgerekt door Ronald Reagan aan Francis de pratende muilezel.

## Replica's
- In 1994 werd met de opening van het themagebied Sunset Boulevard in het attractiepark Disney's Hollywood Studios een replica geopend van het Carthay Circle Theater (met name een replica van de klokkentoren). In de replica bevindt zich de souvenirwinkel "Once Upon a Time."
- In 2012 werd met de vernieuwing van het attractiepark Disney California Adventure Park eveneens een replica geopend van het Carthay Circle Theater, echter met een ander grondplan en een ander interieur. In de replica bevinden zich enkele lounges en het Carthay Circle Restaurant.
- In 2016 opende Shanghai Disneyland, met in haar ingangsgebied ook een replica van het Carthay Cirlce Theater. In deze replica bevindt zich een gedeelte van de souvenirwinkel Avenue M Arcade.